# 東京ケーブルビジョン
財団法人東京ケーブルビジョン（とうきょうケーブルビジョン）は、かつて東京都に存在したケーブルテレビ局である。本項目では事実上の前身となった日本ケーブルビジョン放送網（にほんケーブルビジョンほうそうもう）についても記述する。

## 沿革

### 日本ケーブルビジョン放送網
ビル陰によるテレビ電波の受信障害に悩まされていた東京都新宿区角筈地区の約40世帯へ向けて同軸ケーブルを使用した共同受信（CATV）を行う営利企業として設立され、1968年（昭和43年）10月13日にサービスを開始した。日本の都市型ケーブルテレビの草分けとなった。略称はNCV。
当時の有線放送業務の運用の規正に関する法律では、有線テレビ放送は自治体などの施策による山間部など僻地での難視聴対策のみが想定されており、突然の都市部でのCATVの出現に放送業界や監督官庁の郵政省は営利事業としての再送信の是非判断や、著作権の処理といった法解釈対応に追われた。とりわけ自主放送を行う意向であったことから各局に再送信の許可を得られなかったにもかかわらずサービスを開始したとみなされたことが問題視され、結局郵政省の調停によって、有線放送法の適用を除外させるために、同社からの再送信サービスは1か月に限る、という申し合わせがなされた。
上記問題を受け、1968年11月11日に日本ケーブルビジョン、在京民間放送テレビ局5社、日本放送協会（NHK）による「新宿地区有線テレビ運営協議会」が設立され、翌日以降の再送信事業はこの枠組みであたることになった。

### 東京ケーブルビジョン
「新宿地区有線テレビ運営協議会」の事業を引き継ぐとともに、東京地区各地の同様の難視聴問題に対応するため、上記事業体に加えて日本電信電話公社、日本電子機械工業会、東京銀行協会、東京電力、日本新聞協会の出資により、1970年（昭和45年）1月13日に財団法人「東京ケーブルビジョン」が設立された。初代理事長は経済団体連合会（旧経団連）副会長の堀越禎三。設立当初は富士銀行虎ノ門支店に仮事務所が置かれ、同年3月31日に旧郵政省庁舎ビルに事務所が移された。
1970年8月に日本ケーブルビジョンの再送信設備を引き継いだ。同年10月に新宿区新宿地区2,400世帯を対象にCATV施設を整備したのを皮切りに、サービス地域を順次拡大した（後述）。
1983年（昭和58年）9月19日に本部を港区虎ノ門3-19-13・スピリットビル5Fへ移転した。1997年（平成9年）6月17日に本部を新宿区西新宿8-14-24・西新宿KFビル5Fに移転した。2002年（平成14年）7月29日に本部を新宿区大久保1-3-21・新宿TXビル5Fへ移転し、ここが解散まで用いられた。
「ケーブルビジョン新宿」事業を別事業者へ譲渡したことに伴い、2013年（平成25年）11月30日をもって解散した。

## サービス
ケーブルビジョン新宿
サービスエリア - 東京都新宿区の一部地域
- 1970年（昭和45年）8月 - 日本ケーブルビジョン放送網より施設承継。
- 2013年（平成25年）11月 - JCNみなと新宿（ジェイコム港新宿の前身）に事業譲渡。

ケーブルビジョン葛西
サービスエリア - 東京都江戸川区葛西地区
- 1990年（平成2年）4月 - 開局。
- 2010年（平成22年）6月 - 江戸川ケーブルテレビ（J:COM江戸川）に事業譲渡。

その他のサービスエリア
- 東京都中野区、足立区、葛飾区、墨田区、江東区、中央区（一部の地域）
- 埼玉県川口市、八潮市、三郷市、越谷市、草加市（一部の地域）
- 神奈川県川崎市多摩区、横浜市<南区、中区、保土ケ谷区、西区>（一部の地域）

## 主な放送チャンネル
以下、東京ケーブルビジョン時代。2014年11月1日をもって、J:COMのチャンネルラインアップに統一。
デジタルテレビの再送信は日本デジタル配信を使用していた。

### テレビ局
| アナログ | デジタル   | 放送局                               | 備考                              |
| -------- | ---------- | ------------------------------------ | --------------------------------- |
| 1        | D011 - 012 | NHK総合・東京                        |                                   |
| 3        | D021 - 023 | NHKЕテレ・東京                       |                                   |
| 4        | D041 - 042 | 日本テレビ                           |                                   |
| 10       | D051 - 053 | テレビ朝日                           |                                   |
| 6        | D061 - 062 | TBS                                  |                                   |
| 12       | D071 - 073 | テレビ東京                           |                                   |
| 8        | D081 - 083 | フジテレビジョン                     |                                   |
| 5        | D091 - 093 | TOKYO MX                             |                                   |
| 11       | D111       | コミュニティチャンネル               |                                   |
| 55       | BS101      | NHKBS1                               | アナログでは、2010年7月31日に終了 |
| 56       | BS102      | NHKBS2                               | アナログでは、2010年7月31日に終了 |
| 57       | BS103      | NHKBShi                              | アナログでは、2010年7月31日に終了 |
| 58       | BS141-143  | BS日テレ                             | アナログでは、2010年7月31日に終了 |
| 59       | BS151-153  | BS朝日                               | アナログでは、2010年7月31日に終了 |
| 60       | BS161-163  | BS-TBS                               | アナログでは、2010年7月31日に終了 |
| 61       | BS171-173  | BSジャパン                           | アナログでは、2010年7月31日に終了 |
| 62       | BS181-183  | BSフジ                               | アナログでは、2010年7月31日に終了 |
| 63       | BS211      | BS11                                 | アナログでは、2010年7月31日に終了 |
| 64       | BS222      | TwellV（トゥエルビ）                 | アナログでは、2010年7月31日に終了 |
| 2        | BS910      | ウェザーニューズ                     | データ放送                        |
| 45       | C210       | J sports ESPN                        | アナログでは、2010年8月31日に終了 |
| 36       | C211       | スカイ・A sports+                    | アナログでは、2010年8月31日に終了 |
| 35       | C212       | GAORA                                | アナログでは、2010年8月31日に終了 |
| 53       | C213       | J sports 1                           | アナログでは、2010年8月31日に終了 |
| 54       | C214       | J sports 2                           | アナログでは、2010年8月31日に終了 |
| 22       | C215       | J sports Plus                        | アナログでは、2010年8月31日に終了 |
| 52       | C217       | ゴルフネットワーク                   | アナログでは、2010年8月31日に終了 |
| 51       | C218       | 日テレG+                             | アナログでは、2010年8月31日に終了 |
| 14       | C220       | ムービープラス                       | アナログでは、2010年8月31日に終了 |
| 17       | C221       | 日本映画専門チャンネル               | アナログでは、2010年8月31日に終了 |
| 40       | C222       | チャンネルNECO                       | アナログでは、2010年8月31日に終了 |
| 42       | C224       | 洋画★シネフィル・イマジカ            | アナログでは、2010年8月31日に終了 |
| 19       | C226       | 衛星劇場                             | アナログでは、2010年8月31日に終了 |
| 20       | C227       | スター・チャンネル                   | アナログでは、2010年8月31日に終了 |
| 44       | C230       | ファミリー劇場                       | アナログでは、2010年8月31日に終了 |
| 16       | C231       | スーパー!ドラマTV                    | アナログでは、2010年8月31日に終了 |
| 37       | C232       | AXN                                  | アナログでは、2010年8月31日に終了 |
| 21       | C233       | FOX                                  | アナログでは、2010年8月31日に終了 |
| 46       | C234       | 時代劇専門チャンネル                 | アナログでは、2010年8月31日に終了 |
| 15       | C235       | LaLa TV                              | アナログでは、2010年8月31日に終了 |
| 33       | C238       | TBSチャンネル                        | アナログでは、2010年8月31日に終了 |
| 38       | C241       | アニマックス                         | アナログでは、2010年8月31日に終了 |
| 48       | C242       | キッズステーション                   | アナログでは、2010年8月31日に終了 |
| 26       | C245       | テレ朝チャンネル                     | アナログでは、2010年8月31日に終了 |
| 30       | C246       | ホームドラマチャンネル               | アナログでは、2010年8月31日に終了 |
| 25       | C248       | チャンネル銀河                       | アナログでは、2010年8月31日に終了 |
| 24       | C255       | ヒストリーチャンネル                 | アナログでは、2010年8月31日に終了 |
| 13       | C256       | ディスカバリーチャンネル             | アナログでは、2010年8月31日に終了 |
| 31       | C259       | ナショナルジオグラフィックチャンネル | アナログでは、2010年8月31日に終了 |
| 47       | C261       | MUSIC ON! TV                         | アナログでは、2010年8月31日に終了 |
| 43       | C262       | スペースシャワーTV                   | アナログでは、2010年8月31日に終了 |
| 39       | C263       | MTV                                  | アナログでは、2010年8月31日に終了 |
| 34       | C276       | 釣りビジョン                         | アナログでは、2010年8月31日に終了 |
| 32       | C277       | 旅チャンネル                         | アナログでは、2010年8月31日に終了 |
| 41       | C278       | 食と旅のフーディーズTV               | アナログでは、2010年8月31日に終了 |
| 29       | C281       | フジテレビTWO                        | アナログでは、2010年8月31日に終了 |
| 28       | C282       | フジテレビONE                        | アナログでは、2010年8月31日に終了 |
| 23       | C283       | ザ・シネマ                           | アナログでは、2010年8月31日に終了 |
| 49       | C285       | グリーンチャンネル                   | アナログでは、2010年8月31日に終了 |
| 50       | C286       | グリーンチャンネル2                  | アナログでは、2010年8月31日に終了 |
| 18       | C315       | アジアドラマチックTV★So-net          | アナログでは、2010年8月31日に終了 |
| 27       | C316       | フジテレビNEXT                       | アナログでは、2010年8月31日に終了 |
| 7        |            | NHKЕテレ・大分                       |                                   |
| 9        |            | PRESCHOOL PREP COMPANY               |                                   |
| 65       |            | MALL OF TV                           |                                   |

#### 過去のアナログ放送チャンネル一覧 (1989年 - 1999年/新宿地区のみ)
| チャンネル | 放送局名                                     |
| ---------- | -------------------------------------------- |
| 1          | NHK総合テレビ・東京                          |
| 3          | NHK教育テレビ・東京                          |
| 4          | 日本テレビ放送網                             |
| 6          | TBSテレビ                                    |
| 8          | フジテレビジョン                             |
| 10         | 全国朝日放送(テレビ朝日)                     |
| 11         | TCVコミュニティチャンネル<新宿地区>          |
| 12         | テレビ東京                                   |
| C13        | NHK-BS1                                      |
| C14        | NHK-BS2                                      |
| C16        | TVK(テレビ神奈川)                            |
| C18        | MXテレビ(東京メトロポリタンテレビ/1995年 - ) |
| C20        | 日本テレビケーブルニュース(ncn)              |
| C22        | 衛星チャンネル(→朝日ニュースター)            |
| C26        | スターチャンネル                             |
| C30        | WX24お天気チャンネル                         |
| C32        | コミュニティチャンネル<静止画のみ>           |
| C33        | 回線テスト用チャンネル1                      |
| C37        | 回線テスト用チャンネル2                      |
| C38        | 回線テスト用チャンネル3                      |

※C13 - C38チャンネルはケーブルテレビ個別端末(CAT/HT)用
※C26のみCATVスクランブル <契約者のみの有料視聴チャンネル>
※C13 - C38はノンスクランブル <CATV用CAT/HTで契約視聴>